# Северное кладбище (Ижевск)
Северное кладбище — некрополь на территории микрорайона «Север» города Ижевска. С 1969 года является закрытым для новых погребений.

## История
В начале января 1929 года на заседании исполкома Ижевского городского совета было принято решение об открытии к 1 мая в столице автономии нового Северного кладбища.
В конце 1960-х годов часть территории кладбища была передана под троллейбусный парк; в 1980-е его восточная часть (там, где сейчас проходит улица Буммашевская) была отдана под застройку.

## Комментарии
1. ↑  В настоящее время с разрешения администрации кладбища допускаются погребения в виде урн с прахом в существующие родственные могилы.